# Old Siam, Sir
Singles de Paul McCartney et les Wings
Goodnight Tonight
(1979) Getting Closer
(1979)
Old Siam, Sir est une chanson de hard rock du groupe Wings, parue sur l'album Back to the Egg en 1979.

## Historique
C'est Steve Holley qui a initialement développé le riff principal qui a évolué dans cette chanson. Puis Paul McCartney a élargi la base du  riff avec le guitariste Denny Laine pour en faire une chanson. L'enregistrement d'une démo instrumentale de la musique d'Old Siam, Sir fut appelé Super Big Heatwave. Une rumeur sans fondement disant que Linda jouait de la batterie sur ce titre est fausse, la batterie aurait été jouée par le batteur Steve Holley.
Le titre parut en face A du single 45 tours au Royaume-Uni et en Europe uniquement avec Spin It On en face B.

## Classement
| Classement (1979)              | Meilleure place |
| ------------------------------ | --------------- |
| Royaume-Uni (UK Singles Chart) | 35              |
| Irlande (IRMA)                 | 29              |

## Source
- (en) Cet article est partiellement ou en totalité issu de l’article de Wikipédia en anglais intitulé « Old Siam, Sir » (voir la liste des auteurs).